# Château fort de Neuleiningen
Le château fort de Neuleiningen  est la ruine d'un château fort (allemand : Burg)  perché sur l'éperon Leiningen, au bord de la forêt palatine. Il est situé dans le district de Neuleiningen dans ll'arrondissement de Bad Dürkheim en Rhénanie-Palatinat et est l'un des trois châteaux du haut Eckbach qui datent des débuts de la famille noble franconienne des Leininger. Les deux autres sont ceux d'Altleiningen et de Battenberg.
Le château de Neuleiningen est classé monument culturel.

## Situation géographique
Le château fort se situe à 269,8 m d'altitude sur le versant sud du Grünstadter Berg, à l’interface géologique de la forêt du Palatinat et du Alzeyer Hügelland datant du Tertiaire. Les pentes abruptes de la vallée profondément creusée (180 mètres de profondeur) de l'Eckbach immédiatement au sud du château fort se trouvent toujours dans le Buntsandstein de la forêt du Palatinat. Le tracé de l'autoroute A6 situé à une distance de seulement 200 mètres au nord se trouve déjà entièrement sur des roches tertiaires.

## Histoire

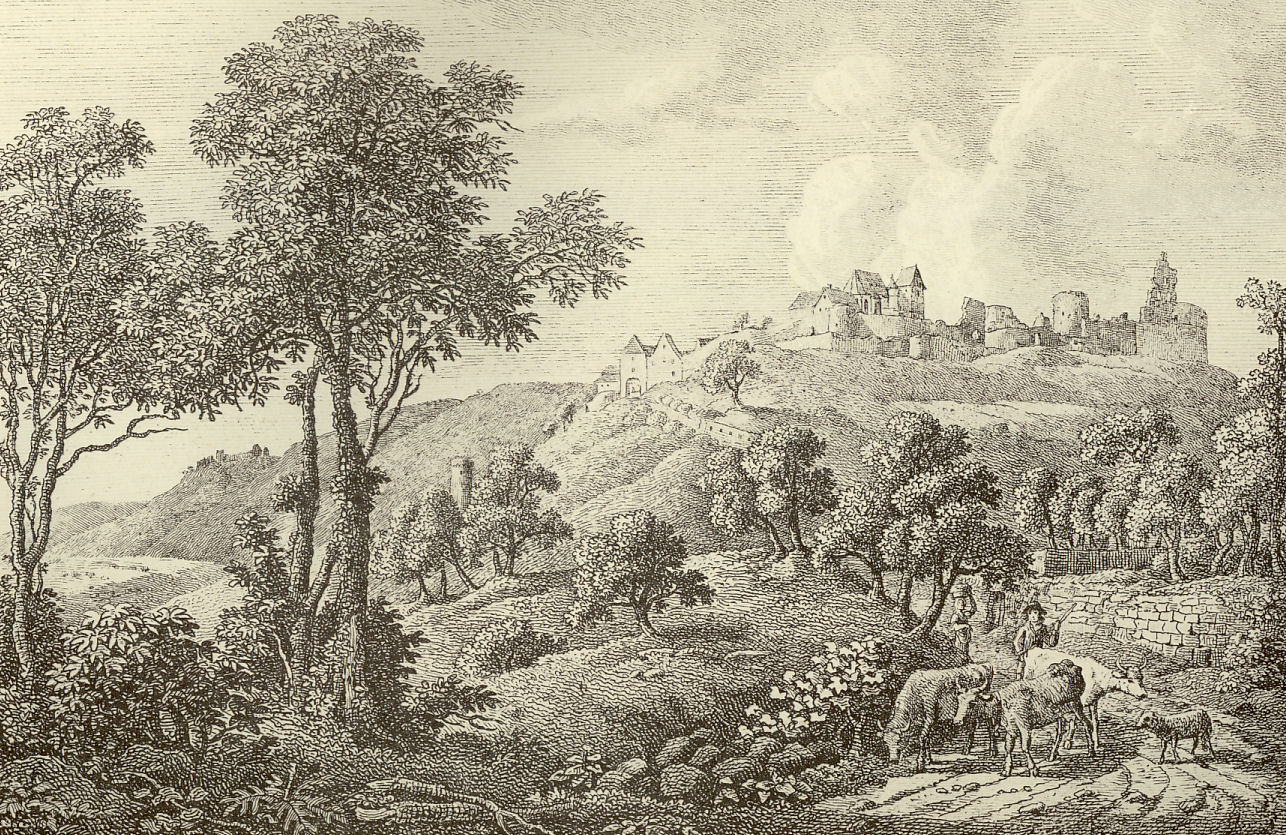
Ruine du château fort vers 1800. Gravure de Jacob Wilhelm Roux

Le nom dérive – comme pour le château fort sœur Altleiningen situé à 20 kilomètres au sud-ouest – du comte de Leiningen (probablement franconien) à qui appartenait anciennement le Leiningerland.
Le château fort a été construit après un partage successoral, vers 1240 par le Comte Frédéric III de Leiningen-Dabo. Avec le château fort de Battenberg situé à côté au sud (1400 mètres à vol d'oiseau) il contrôle l'entrée de la vallée de l'Eckbach. Par des lignes différentes de la famille Leiningen, les Leininger restaient les seuls propriétaires durant plus que 200 ans.
En 1468, le prince électeur Frédéric le Victorieux intervint dans des querelles d'héritage et prit le château fort en possession par un acte de force. Après plusieurs phases, en 1508, on a trouvé à un titre de comparaison : le château fort était divisé entre le Diocèse de Worms et les Comtes de Leiningen-Westerburg.
Pendant la guerre des Paysans, en 1525, le château fort fut ouvert aux paysans sans lutte qui pourtant, par la ruse de la comtesse Eva (1481-1543) les accueillant amicalement et avec luxe, s'éloignaient sans grand mal. La Heimatdichter Paul Münch décrit cet épisode historiquement garanti dans son pfälzer Mundartgedicht La Comtesse Eva vun Neileininge. Pendant la guerre de Trente Ans, le château fort a dû subir d'insignifiants dommages.
Pendant la guerre de succession du Palatinat toutefois, en 1690, les troupes françaises ont brûlé tout le complexe. Les deux propriétaires, Leiningen-Westerburg et le diocèse de Worms, n'ont pas pu trouver un accord en ce qui concerne la reconstruction – Leiningen était pour, mais Worms contre. En 1767, Karl von Leiningen-Westerburg a enfin vendu sa moitié au diocèse de Worms.
Par suite de la Révolution française le château fort a été sécularisé et, en 1804, il devenait la propriété de la commune de Neuleiningen. Quatre ans plus tard, en 1874, Karl Emich de Leiningen-Westerburg l'a acheté  pour sa famille.

## Le complexe

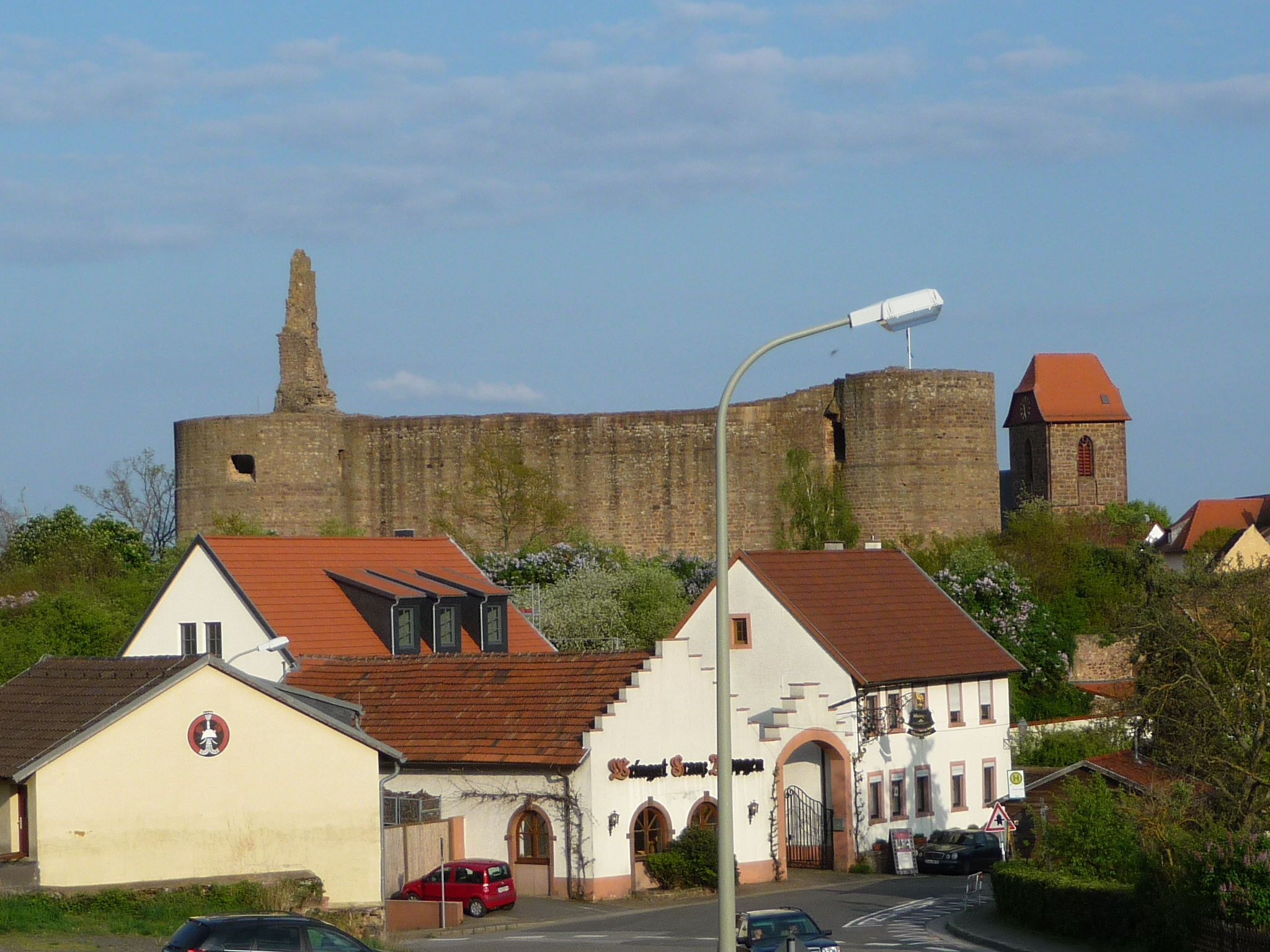
Vue du village
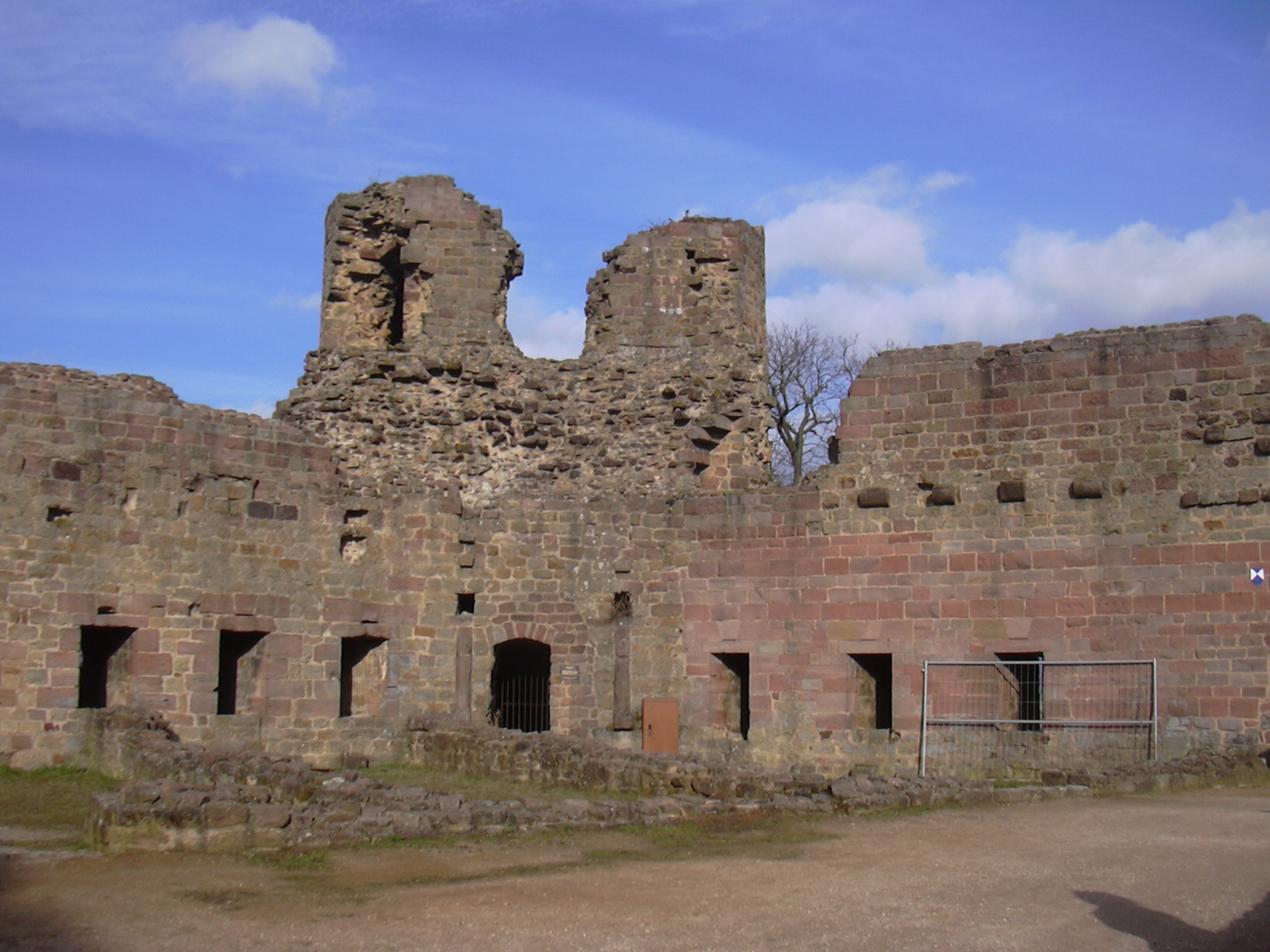
Tour fortifiée nord-est du château fort de Neuleiningen
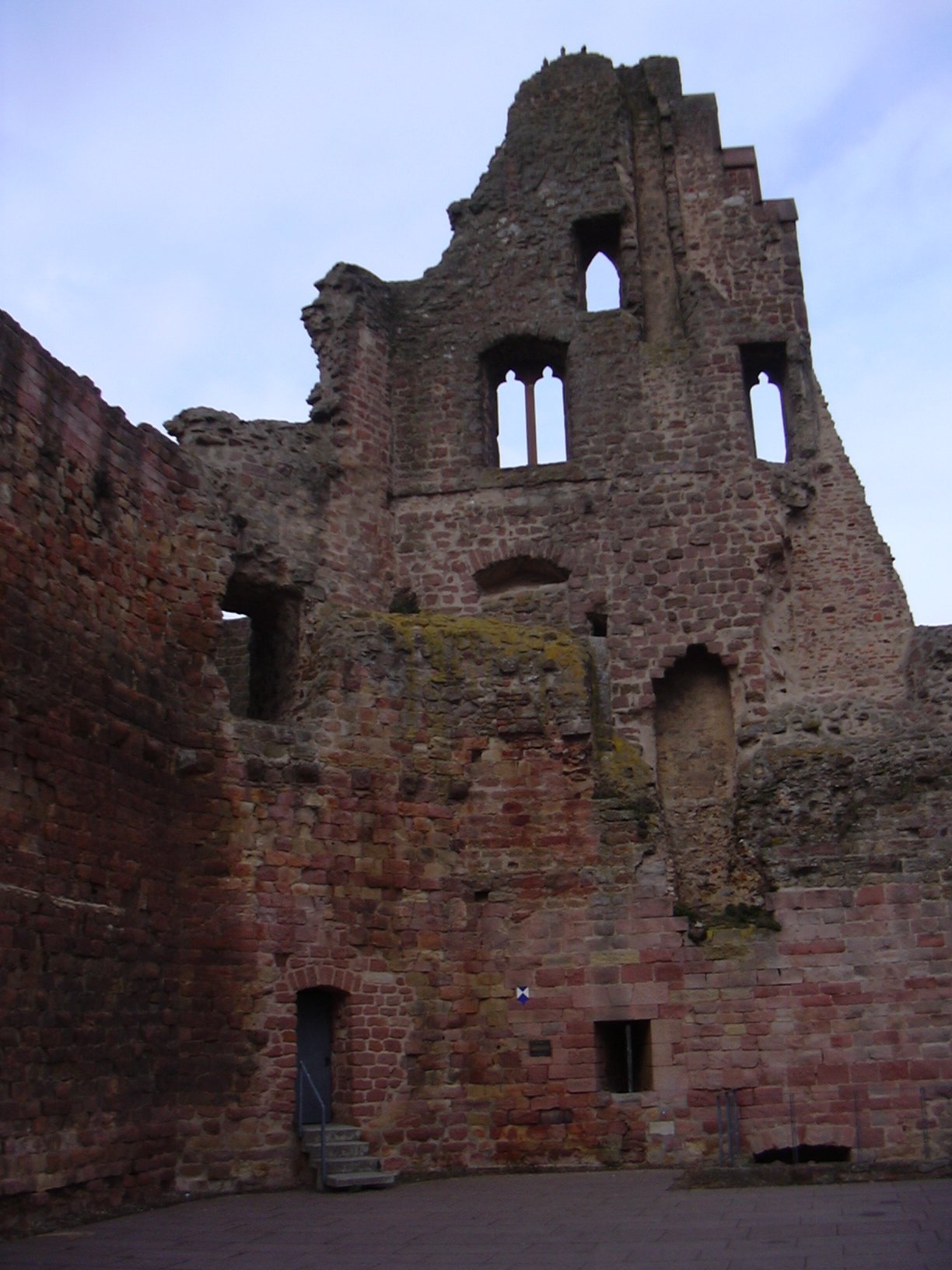
Escalier de la grande salle dans le coin nord-ouest
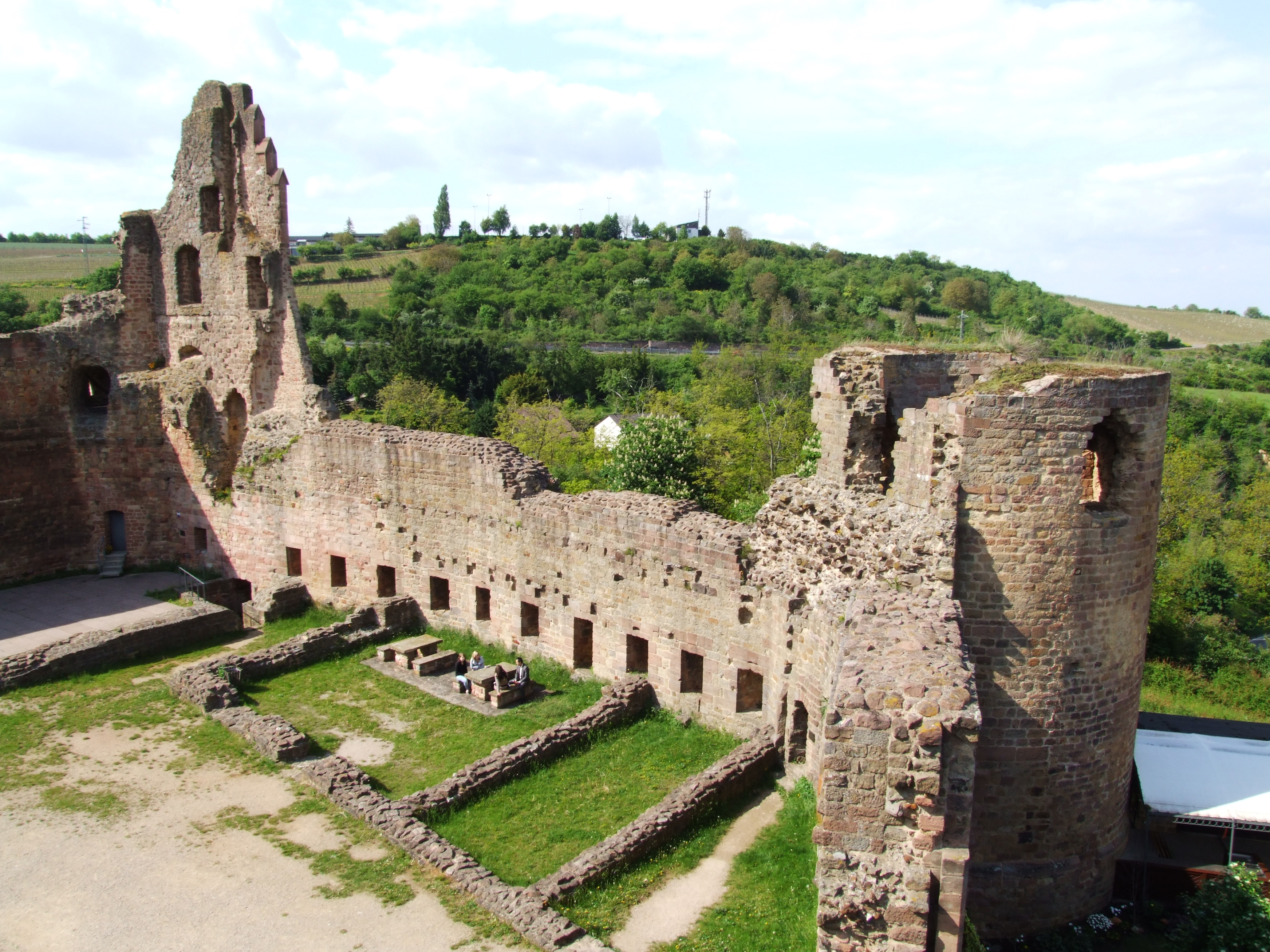
Vue du nord sur l'intérieur
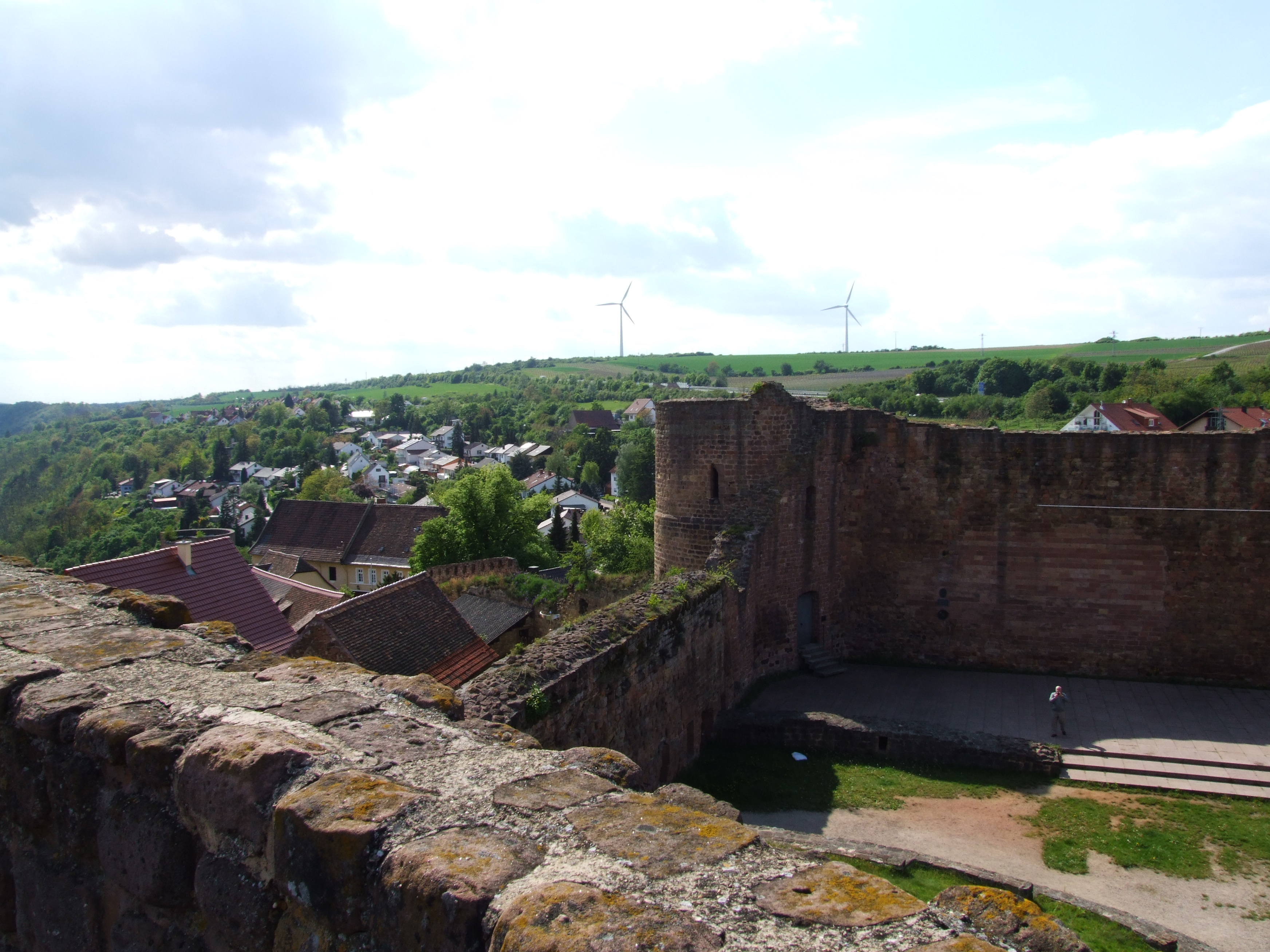
Vue vers le sud
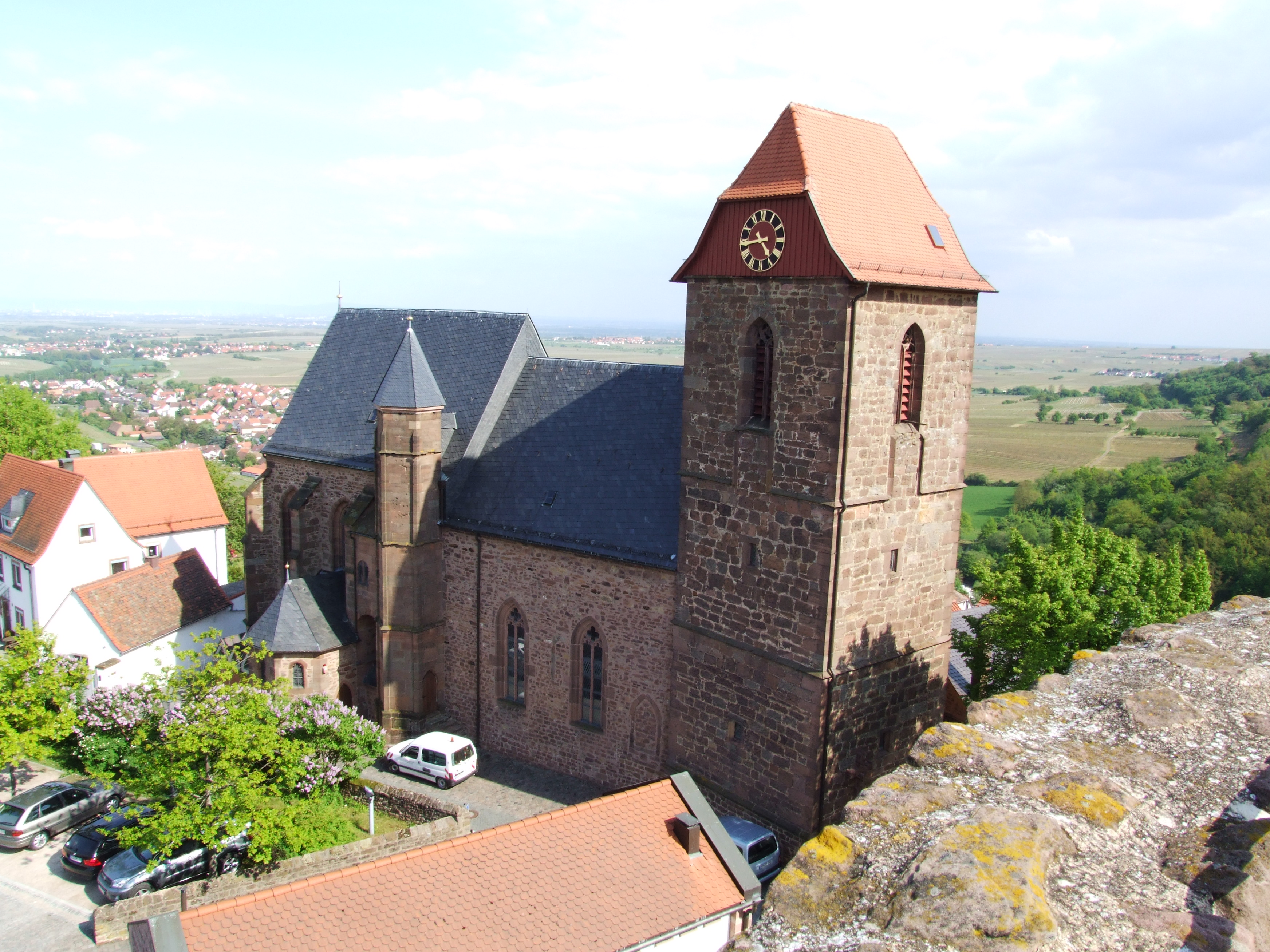
Pfarrkirche St. Nikolaus, ancienne chapelle du château fort

Le château fort est attribué à ce qu'on appelle le « Kastelltypus », ce qui s'explique par le plan d'étage régulier avec ses tours en saillie. Contrairement aux opinions plus anciennes, le château fort a été construit dans le style des châteaux forts français du début du 13e siècle en Île-de-France. Aucun château fort existant n'a été copié, mais la méthode de construction française s'est associée aux traditions de construction locales. Les quatre tours rondes et le grand nombre d'embrasures assez étroites, dites tranchées, pour  arc et arbalète. Les fentes sont parmi les premiers représentants sur le sol allemand. Le résultat fut un château fort qui, à l'exception du seul château fort préservé rudimentairement à Lahr, est considéré comme le plus ancien château fort sur le sol allemand.
Les bâtiments internes de la première phase de construction sont complètement perdus et n'ont pu être documentés seulement par de petites approches lors des fouilles. Les restes d'aujourd'hui datent du 14e siècle jusqu'au début du 17e siècle. Un point de repère frappant du château fort est le pignon à gradins du Palas (grande salle) au côté nord qui, dans sa forme actuelle, remonte au Comte Hesso de Leiningen (construit à partir de 1435−1467). Dans l'angle sud-est, la cave de la maison de Leiningen-Westerburger s'est conservée, datant de 1508. C'est ici que dans la seconde moitié du 20e siècle le Burgschänke s'était installé.
La tour au sud-est est aujourd'hui une tour d'observation. Les deux étages supérieurs de la tour sont occupés par un petit musée d'histoire locale qui montre de la faïence produite dans une ancienne usine locale fermée en 1932, ainsi que d'autres expositions artisanales.
Autour du château fort se trouvent les anciennes fortifications du village très bien conservées du 13e siècle qui, en raison de leur cohérence, sont rares dans la région.

## Attractions touristiques et culturelles

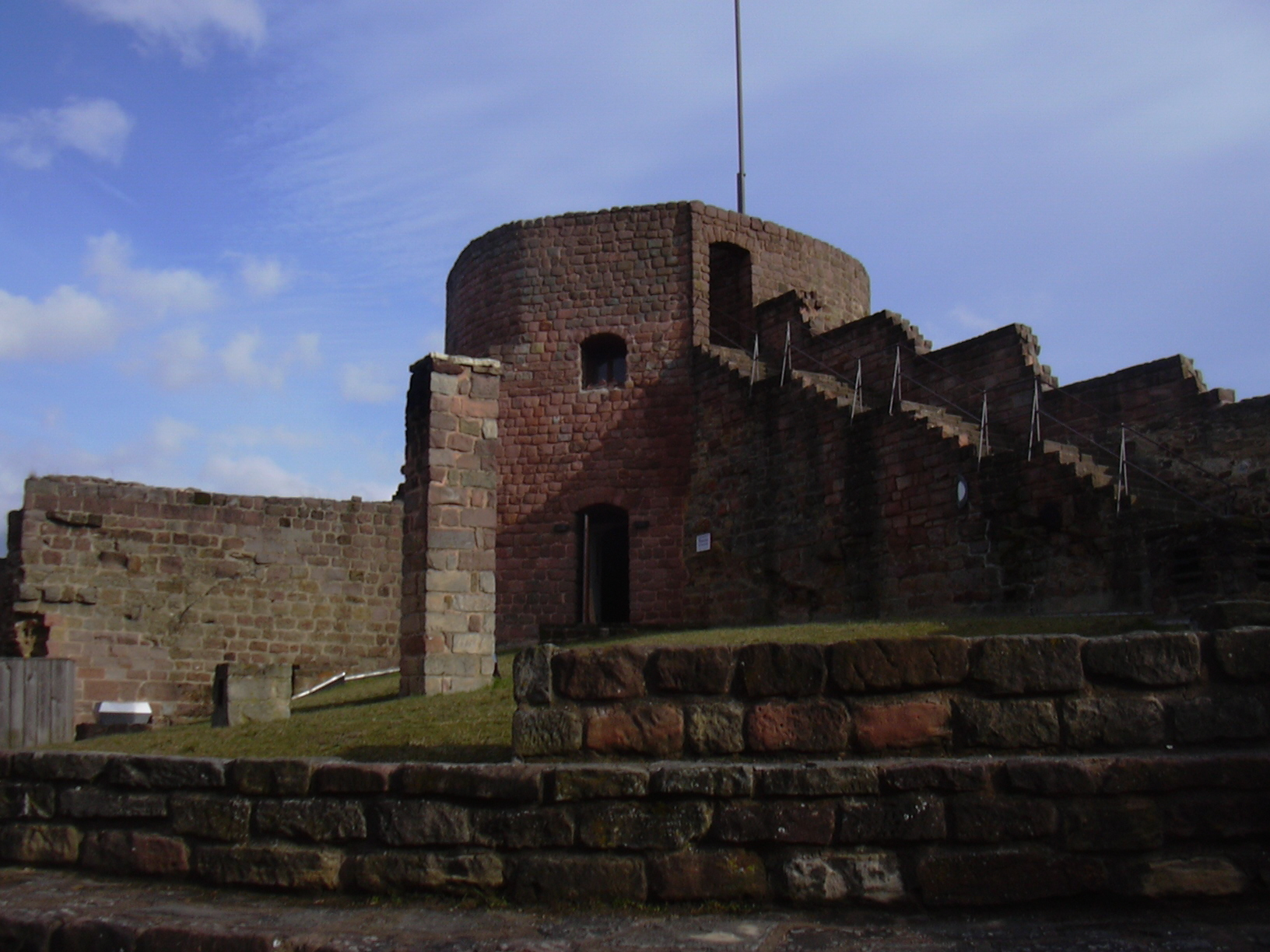
Südostturm, heute Aussichtsturm
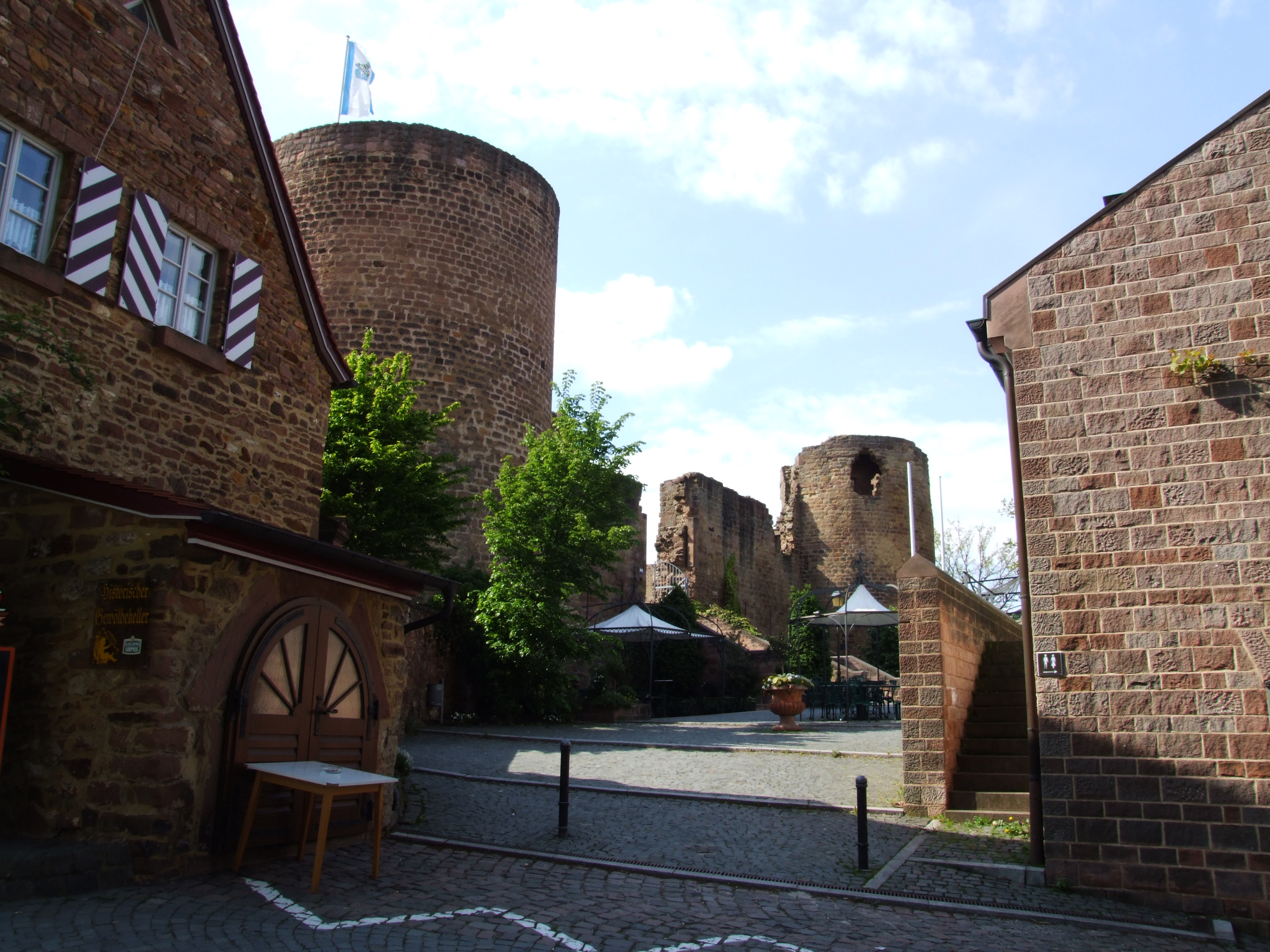
Östlicher Burghof mit Burgschenke

### Belvédère
La tour d’observation du château fort d'une hauteur de 15 m offre une vue magnifique sur la plaine du Rhin supérieur à l'est, les montagnes de la forêt palatine au sud et à l'ouest et au nord-ouest au massif du mont Tonnerre. Aux pieds du village de Neuleiningen s'étendent le hameau de Neuleiningen-Tal, ainsi que les hameaux voisins de Grünstadt-Sausenheim et Kleinkarlbach. Par temps clair, on peut voir la cathédrale Notre-Dame-de-l'Assomption-et-Saint-Étienne, le château de Heidelberg, la cathédrale Saint-Pierre de Worms, les villes de Ludwigshafen, Mannheim et la Bergstraße, et même les avions qui partent de l'aéroport de Francfort.
Inversement, dans la nuit, le château fort illuminé se présente impressionnant en passant par l'autoroute A6 (Sarrebruck–Mannheim). En direction de Mannheim, la densité de l'habitat de la vallée du Rhin s'étend derrière la silhouette du château fort avec le site de BASF à Ludwigshafen qui est fortement éclairé.

### Événements
Dans la cour du château fort, depuis 2004, le Neuleininger Burgsommers attire son public. Pendant cinq samedis entre juin et août, des concerts en plein air y sont organisés.
En 2007, Burg-Weinfest a eu lieu dans les murs du château fort pour la première fois organisé par les vignerons du village et qui s'est établi depuis.

## Littérature
- (de) Paul Münch, Die Gräfin Eva vun Neileininge.  (pfälzer Mundartgedicht)
- (de) Hans Heiberger, Neuleiningen. Geschichte einer Bergfestung., Heidelberger Verlagsanstalt und Druckerei, Gemeinde Neuleiningen, 1979
- (de) Alexander Thon (édit.), „Wie Schwalben Nester an den Felsen geklebt…“ – Burgen in der Nordpfalz., Ratisbonne, Verlag Schnell und Steiner, 2005 (ISBN 3-7954-1674-4), p. 116–121
- (de) Stefan Ulrich, Die Burg Neuleiningen. Ihre Baugeschichte unter Berücksichtigung der Stadtbefestigung., t. 1, Neustadt an der Weinstraße, Stiftung zur Förderung der pfälzischen Geschichtsforschung, 2005, 548 p. (ISBN 978-3-9808304-8-5)

## Liens extérieurs
- Burgenwelt: Burg Neuleiningen (plus d'infos)
- Gemeinde Neuleiningen: Zur Geschichte von Neuleiningen
- Neuleiningen (images)